# (2762) Fowler
(2762) Fowler – planetoida z pasa głównego asteroid okrążająca Słońce w ciągu 3 lat i 205 dni w średniej odległości 2,33 j.a. Została odkryta 14 stycznia 1981 roku w Lowell Observatory (Anderson Mesa Station) przez Edwarda Bowella. Nazwa planetoidy pochodzi od Ralpha Fowlera (1889-1944), brytyjskiego astrofizyka. Przed nadaniem nazwy planetoida nosiła oznaczenie tymczasowe (2762) 1981 AT.